# Zosterops maderaspatanus

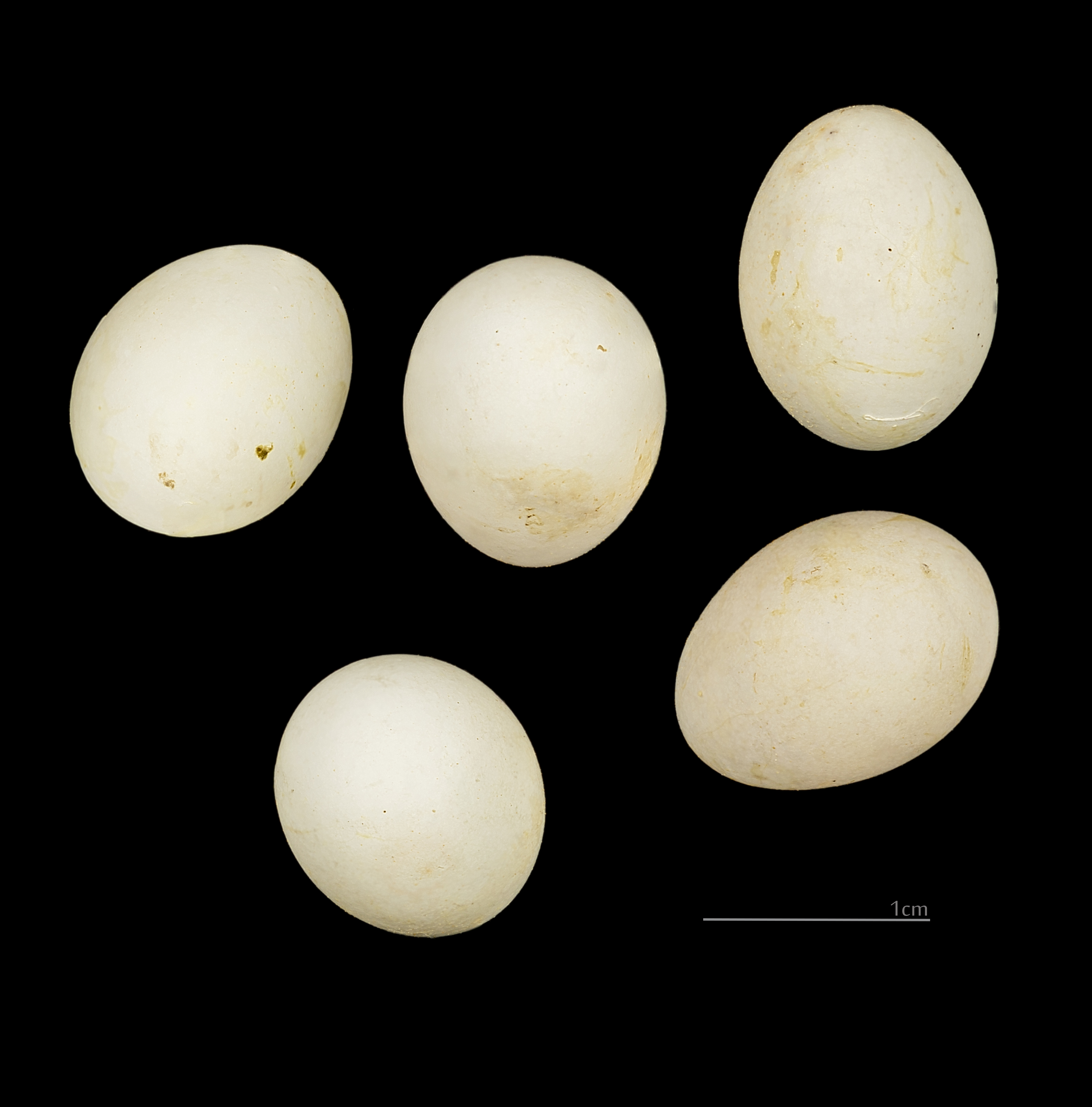
Huevos de Zosterops maderaspatanus

El anteojitos malgache (Zosterops maderaspatanus) es una especie de ave paseriforme de la familia Zosteropidae propia de Madagascar e islas menores circundantes.

## Distribución y hábitat
El anteojitos malgache se encuentra en Madagascar y algunas islas circundantes como las islas Gloriosas e isla Europa (dependencias francesas) y el atolón de Cosmoledo (Seychelles). Sus hábitats naturales son los bosques tropicales tanto secos como húmedos y los manglares.